# Katla
A Katla( kiejtés) egy vulkán Izlandon. Vík í Mýrdal falutól északra, és az Eyjafjallajökull gleccsertől keletre helyezkedik el. A vulkán magassága 1512 méter. 595 km² területen a Mýrdalsjökull gleccser borítja. Utoljára 1918-ban tört ki, de egy kisebb kitörés 1955-ben is előfordulhatott, amely nem hatolt át a vastag jégtakarón
1999 óta a vulkán körül aktivitás észlelhető, és a geológusok attól tartanak, hogy a közeljövőben kitörhet. Izland elnöke, Ólafur Ragnar Grímsson, az Eyjafjallajökull vulkán 2010-es kitörése után, április 20-án azt mondta, hogy "a Katla kitörésének időpontja közeledik...mi (Izland) felkészültünk...legfőbb ideje, hogy az európai kormányok, és a repülésügyi hatóságok az egész világon elkezdjenek terveket kidolgozni egy esetleges Katla kitörés esetére".

## Leírása
A vulkán krátere 10 km átmérőjű. Általában 40-80 évenként tör ki.

## Külső hivatkozások
- Webkamera Archiválva 2011. december 5-i dátummal a Wayback Machine-ben